# I. e. 47
Évszázadok: i. e. 2. század – i. e. 1. század – 1. század
Évtizedek: i. e. 90-es évek – i. e. 80-as évek – i. e. 70-es évek – i. e. 60-as évek – i. e. 50-es évek – i. e. 40-es évek – i. e. 30-as évek – i. e. 20-as évek – i. e. 10-es évek – i. e. 1-es évek – 1-es évek
Évek: i. e. 52 – i. e. 51 – i. e. 50 – i. e. 49 –  i. e. 48 – i. e. 47 – i. e. 46 – i. e. 45 –  i. e. 44 – i. e. 43 – i. e. 42

## Események

### Egyiptom
- Az egyiptomi trónviszályban XIII. Ptolemaiosz nővérét, IV. Arszinoét nevezi ki társuralkodójául. Arszinoé meggyilkoltatja az Alexandriát ostrom alatt tartó Akhillasz főparancsnokot és mentorát, Ganümédész eunuchot nevezi ki helyére. VII. Kleopátra a fiatalabbik öccsét, XIV. Ptolemaioszt nevezi meg társuralkodónak.
- A blokád alatt tartott Caesar megpróbálja elfoglalni az alexandriai világítótorony szigetét, de visszaverik; bíbor köpenyét és páncélját eldobva, úszva kell menekülnie.
- Megérkezik a Nílus-deltába Pergamoni Mithridatész a felmentő sereggel. Caesar csatlakozik hozzá és a nílusi csatában döntő vereséget mér XIII. Ptolemaioszra, aki menekülés közben a Nílusba fullad. Kleopátra elfoglalja Egyiptom trónját és ősszel újszülött fiát, Caesariont teszi meg társuralkodójának.
- Kleopátra visszakapja Ciprust, amelyet még apja, XII. Ptolemaiosz idejében vettek el Egyiptomtól a rómaiak.

### Róma
- Quintus Fufius Calenust és Publius Vatiniust választják consulnak. Caesar újabb dictatori kinevezést kap egy évre.
- Caesar az egyiptomiak elleni segítségért cserébe megerősíti II. Hürkanoszt a jeruzsálemi főpapi tisztségben és ethnarkhoszi címet adományoz neki. Főtanácsadójának, az idumeus Antipatrosznak római polgárjogot és procuratori címet ad.
- Caesar Egyiptomból Szírián át Kis-Ázsiába vonul és augusztus 2-án a zelai csatában legyőzi a lázadó II. Pharnakész boszporoszi királyt (ezután küldi a szenátusnak híres "veni, vidi, vici" jelentését).
- Caesar visszatér Rómába, majd az év végén hat légióval átkel Africába, hogy legyőzze az optimaták maradék erőit.

## Születések
- június 23. – Caesarion, Caesar és Kleopátra fia.
- Marcus Antonius Antyllus, Marcus Antonius fia.

## Halálozások
- január 13. – XIII. Ptolemaiosz egyiptomi fáraó
- II. Pharnakész boszporoszi király

## Fordítás
- Ez a szócikk részben vagy egészben  a(z)   47 av. J.-C. című francia Wikipédia-szócikk ezen változatának fordításán alapul.  Az eredeti cikk szerkesztőit annak laptörténete sorolja fel. Ez a jelzés csupán a megfogalmazás eredetét és a szerzői jogokat jelzi, nem szolgál a cikkben szereplő információk forrásmegjelöléseként.